# Ville d’Orléans

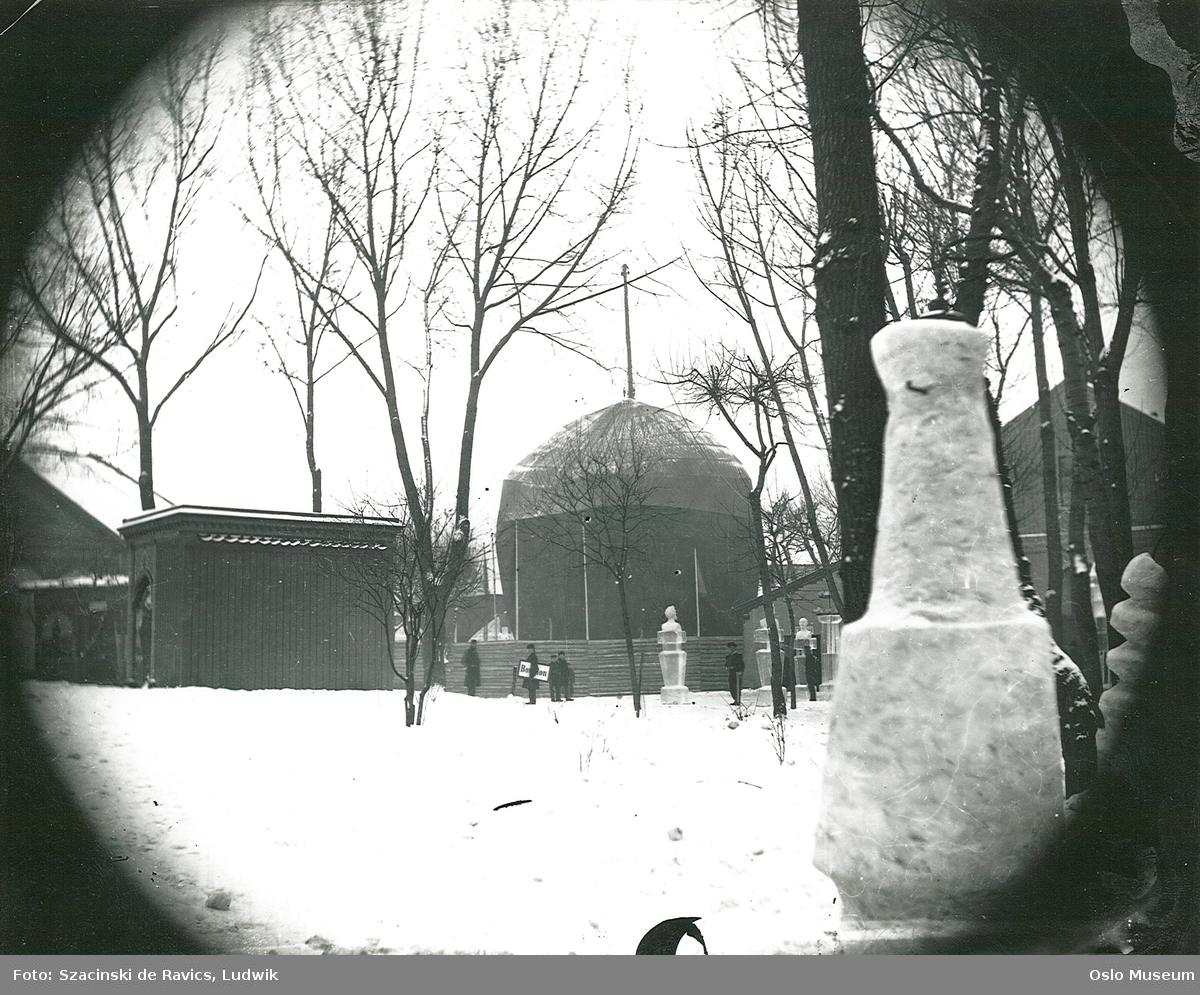
Der im Christiania Tivoli (heute Oslo) ausgestellte Ballon.

Ville d’Orléans war der Name eines französischen Ballons des Unternehmens Metzeler, der am 24. November 1870 mit zwei Personen von Paris startete, um Nachrichten aus der von deutschen Truppen belagerten Stadt zu transportieren, darunter eine Nachricht von Louis Jules Trochu für Léon Gambetta. Der Ballon wurde von Paul Rolier und Leonard Bezier gefahren. An Bord waren auch Brieftauben, die verwendet wurden, um Nachrichten zurück zur belagerten Stadt zu tragen. Er war einer von 64 Ballons, die aus Paris während der Belagerung starteten, die vom 18. September 1870 bis zum 28. Januar 1871 dauerte. Der Ballon landete in Norwegen zunächst auf dem Lifjell in Seljord in der Telemark. Nachdem die Männer aus dem Ballon in den Schnee gesprungen waren, trieb der Ballon noch weitere 80 km.

## Erinnerungskultur
Die Gondel des Ballons sowie eine zugehörige französische Flagge sind im Norwegischen Technischen Museum in Oslo erhalten.
Auf dem Lifjell wurde an der Stelle der ersten Landung des Ballons in Norwegen ein Gedenkstein errichtet.